# Iñigo de Goñi
Iñigo de Goñi Sánchez (Lerín, Navara, España, 27 de enero de 1997) es entrenador de fútbol español. Actualmente dirige al CD Izarra de la Segunda Federación.

## Trayectoria

### Como entrenador
Iñigo es Graduado en Ciencias de la Actividad Física y Deporte por la Universidad Isabel I e inició su trayectoria en los banquillos en 2016 formando parte del cuerpo técnico del infantil de segundo año del CD Izarra.
En la temporada 2019-20 fue designado como analista del CD Izarra, aunque también hacía las veces de segundo entrenador. Continuó en el conjunto estellés hasta enero de 2021, cuando firmó por la en la UD Mutilvera para dirigir al equipo de División de Honor Juvenil.
En enero de 2022, firma por el Club Atlético Osasuna (femenino) para ser segundo entrenador de Kakun Mainz, donde trabaja durante temporada y media.
En la temporada 2023-24, regresa al CD Izarra de la Segunda Federación para ser segundo entrenador de Andoni Alonso.
El 23 de octubre de 2023, tras la destitución de Andoni Alonso, asume el reto como primer entrenador del CD Izarra de la Segunda Federación.

## Clubes
| Club                                   | País              | Año             |
| -------------------------------------- | ----------------- | --------------- |
| CD Izarra (2.º entrenador)             | Bandera de España | 2019-2021       |
| UD Mutilvera División de Honor Juvenil | Bandera de España | 2021            |
| Club Atlético Osasuna (femenino)       | Bandera de España | 2022-2023       |
| CD Izarra                              | Bandera de España | 2023-actualidad |